# Pneumatomachia
La pneumatomachia è una corrente di pensiero teologica del primo Cristianesimo d'Oriente risalente al IV secolo, dichiarata eretica durante il Primo Concilio di Costantinopoli. Trattava del mistero della Trinità, in particolar modo della subordinazione dello Spirito Santo rispetto al Padre ed al Figlio.
Il nome deriva dal greco, e vuol dire letteralmente la lotta dello spirito.
Il concetto di pneuma, e cioè soffio, respiro, mutò infatti, nel suo profondo significato descrittivo filosofico, da significato di semplice anima-soffio individuale o respiro/soffio divino-pneuma, a vero e proprio pneumata, e cioè ad indicare una precisa entità metafisica indipendente ed ultraterrena (ad esempio come gli angeli e i demoni).
La pneumatomachia non è da confondersi con la pneumatologia, scienza filosofica che invece tratta in generale delle cose spirituali, ed in particolar modo ripresa dal Cristianesimo, come una branca teologica che studia lo Spirito Santo.
La pneumatomachia riteneva che lo Spirito Santo non fosse la terza persona della Trinità, quindi non di pari dignità e divinità del Padre e del Figlio. Per gli pneumatomachi, lo Spirito Santo era una creatura di Dio, superiore sì agli angeli, ma non consustanziale a Dio, quindi subordinato al Padre e al Figlio.  Venne indicata anche con il nome di Macedonianismo, in quanto Macedonio di Costantinopoli, vescovo morto attorno al 360, ne fu uno dei primi divulgatori, pur provenendo da un pensiero cristologico ariano.
San Gregorio di Nissa (335-394) scrisse il trattato Sullo Spirito Santo contro i pneumatomachi seguaci di Macedonio, opera nella quale ribadisce che tutte le attività del Padre si compiono attraverso la partecipazione delle altre due divine Persone, in una totale unità di volontà e di operazioni. Gregorio si riferisce a Dio Spirito Santo in termini biblici come buono e santo, primo, regale e regnante, vivificante e santificante tutta la creazione. Ciò gli permette di presentare lo Spirito come correlativo sia del Padre che del Figlio; si nega così ogni possibile distinzione tra Cristo e la sua unzione, tra il re e il suo regno, tra la Sapienza e lo Spirito di sapienza, tra la verità e lo Spirito di verità, tra la potenza e lo Spirito di potenza. Tutte e tre le divine persone gioiscono eternamente l'una della presenza dell'altra e si conoscono perfettamente. Questa comunione permette loro di essere tre distinte persone e una sola entità.
La pneumatomachia fu ritenuta eretica sia dai cristiani d'Oriente, sia dai cristiani d'Occidente, a partire dal Primo Concilio di Costantinopoli del 381, che approvarono l'ancora oggi valido credo o simbolo niceno-costantinopolitano.
Poco o nulla è rimasto scritto su questa teoria. Quello che si conosce è dedotto dagli scritti di confutazione di tale idea. In particolare gli scritti di Atanasio di Alessandria, con le sue lettere a Serapione di Thmuis e dei documenti del Sinodo di Alessandria del 362. Morto Atanasio, furono in particolare i presbiteri Didimo il Cieco e Basilio il Grande a proseguire il dibattito attorno a questo tema.